# Woodmohr (Wisconsin)
Woodmohr es un pueblo ubicado en el condado de Chippewa en el estado estadounidense de Wisconsin. En el Censo de 2010 tenía una población de 932 habitantes y una densidad poblacional de 10,26 personas por km².

## Geografía
Woodmohr se encuentra ubicado en las coordenadas 45°4′54″N 91°27′58″O / 45.08167, -91.46611. Según la Oficina del Censo de los Estados Unidos, Woodmohr tiene una superficie total de 90.83 km², de la cual 90.69 km² corresponden a tierra firme y (0.15%) 0.13 km² es agua.

## Demografía
Según el censo de 2010, había 932 personas residiendo en Woodmohr. La densidad de población era de 10,26 hab./km². De los 932 habitantes, Woodmohr estaba compuesto por el 98.82% blancos, el 0.11% eran afroamericanos, el 0% eran amerindios, el 0.32% eran asiáticos, el 0% eran isleños del Pacífico, el 0.64% eran de otras razas y el 0.11% pertenecían a dos o más razas. Del total de la población el 0.86% eran hispanos o latinos de cualquier raza.